# Naturschutzgebiet Vogelschutzgebiet Heisinger Bogen

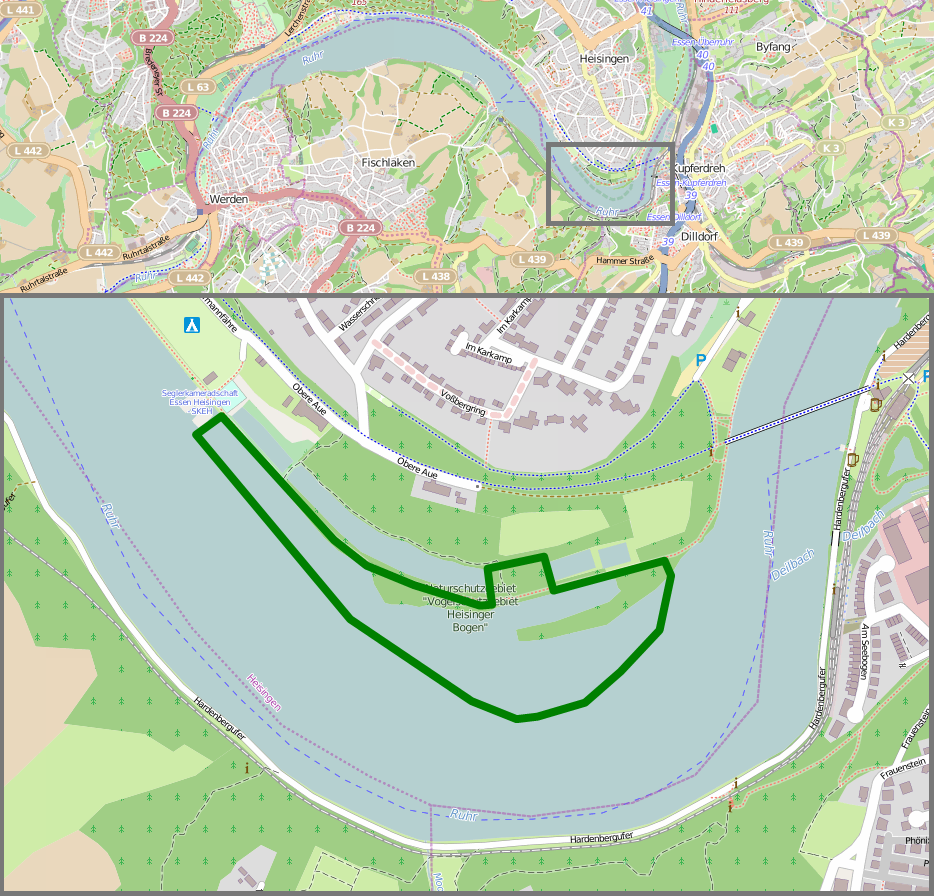
Lage am östlichen Ende des Baldeneysees

Das Vogelschutzgebiet Heisinger Bogen ist ein Naturschutzgebiet am Nordufer des Baldeneysees im Essener Stadtteil Heisingen.

## Beschreibung
Das Vogelschutzgebiet wurde bereits in den 1930er Jahren beim Anlegen des Baldeneysees eingerichtet. Es schließt einen Teil der Wasserfläche und des Uferbereiches an der Südspitze der Heisinger Halbinsel (des so genannten Heisinger Bogens) ein. Der dortige Flachwasserbereich weist eine gut entwickelte Schwimmblattzone und Reste von Erlenbruchwald auf, angrenzend gibt es einen in regelmäßigen Abständen überfluteten Auwaldrest. 
Am Ufer führen die Wanderwege Bergischer Weg, GeoRoute Ruhr und Baldeneysteig entlang, zum See hin durch einen Gehölzstreifen mit Erle, Bergahorn und Hainbuche abgetrennt. Die südliche Grenzlinie des Schutzgebietes liegt im See und ist dort durch gelbe Bojen und Stangen markiert.

### Galerie

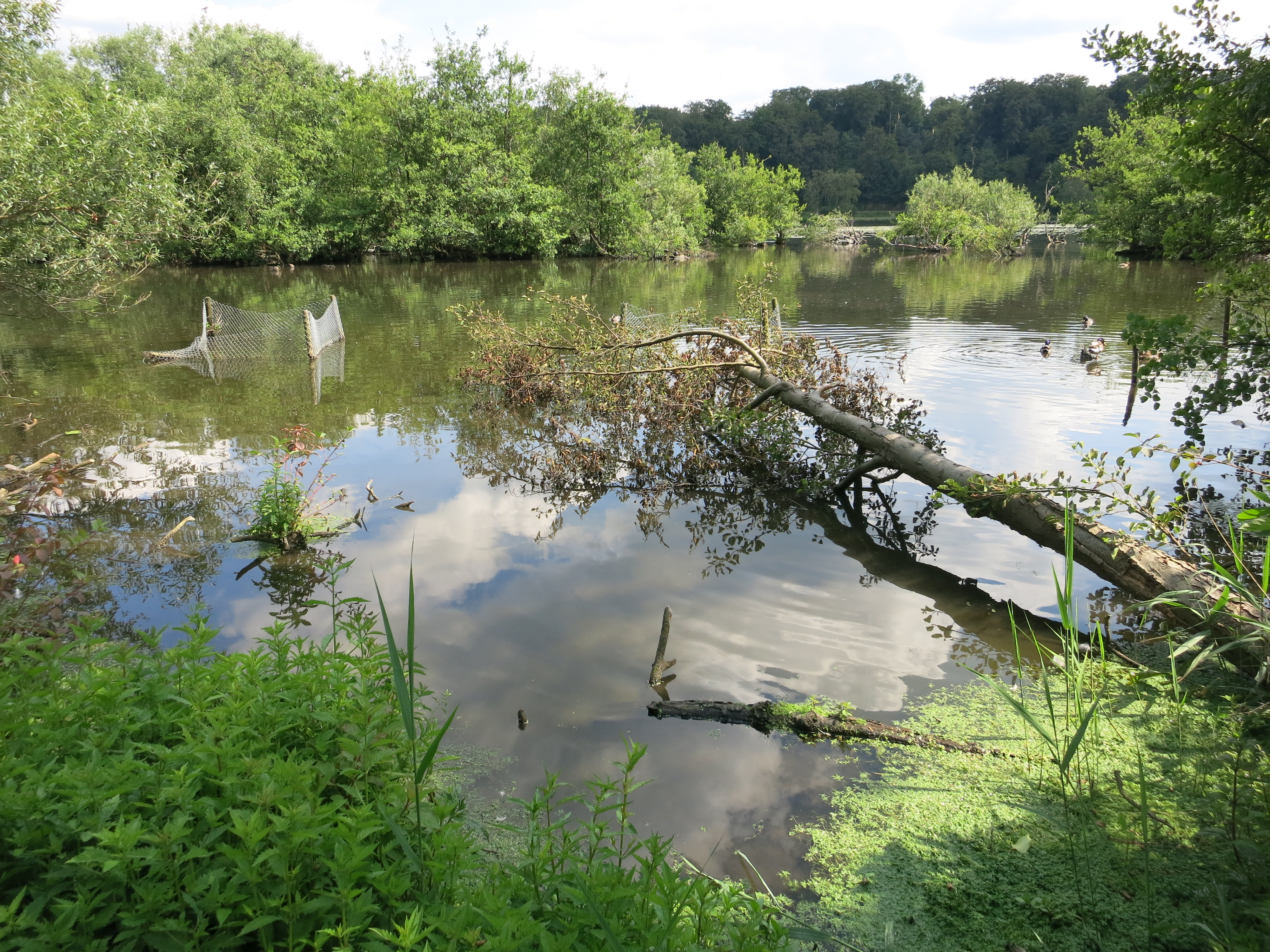
Flachwasserbereich
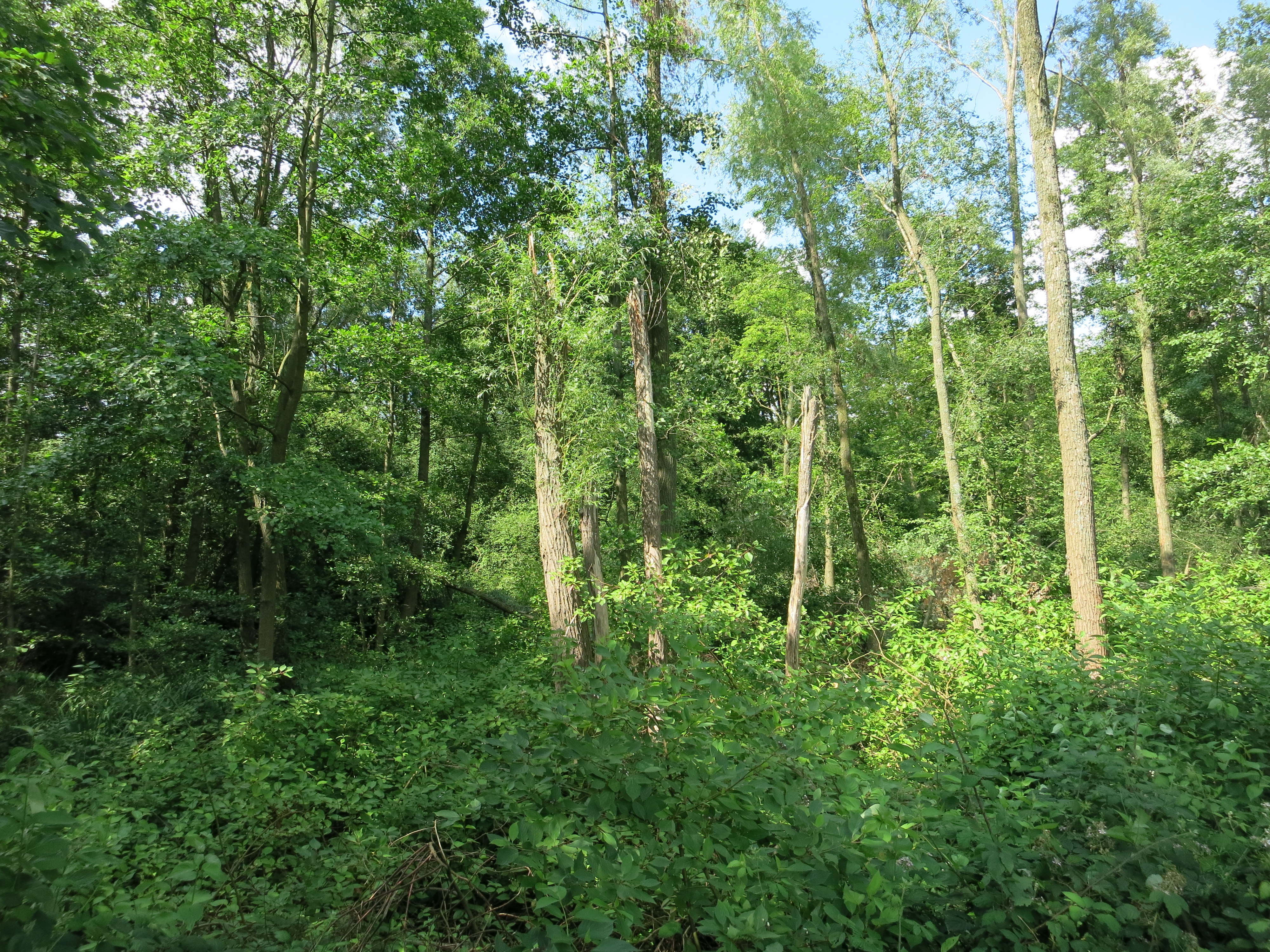
Auwaldrest auf der nördlichen Seite des Wanderweges
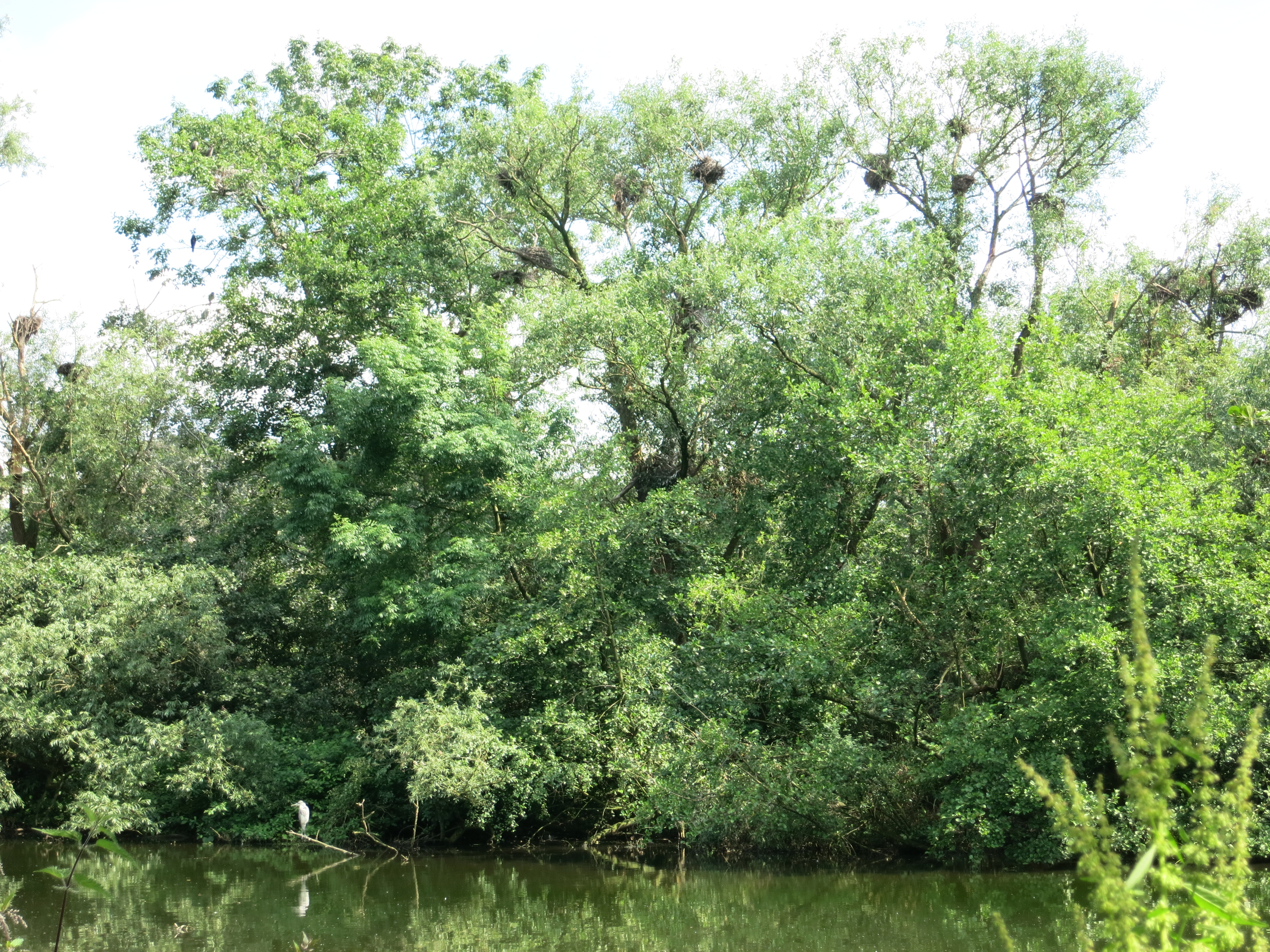
Nester der Graureiherkolonie
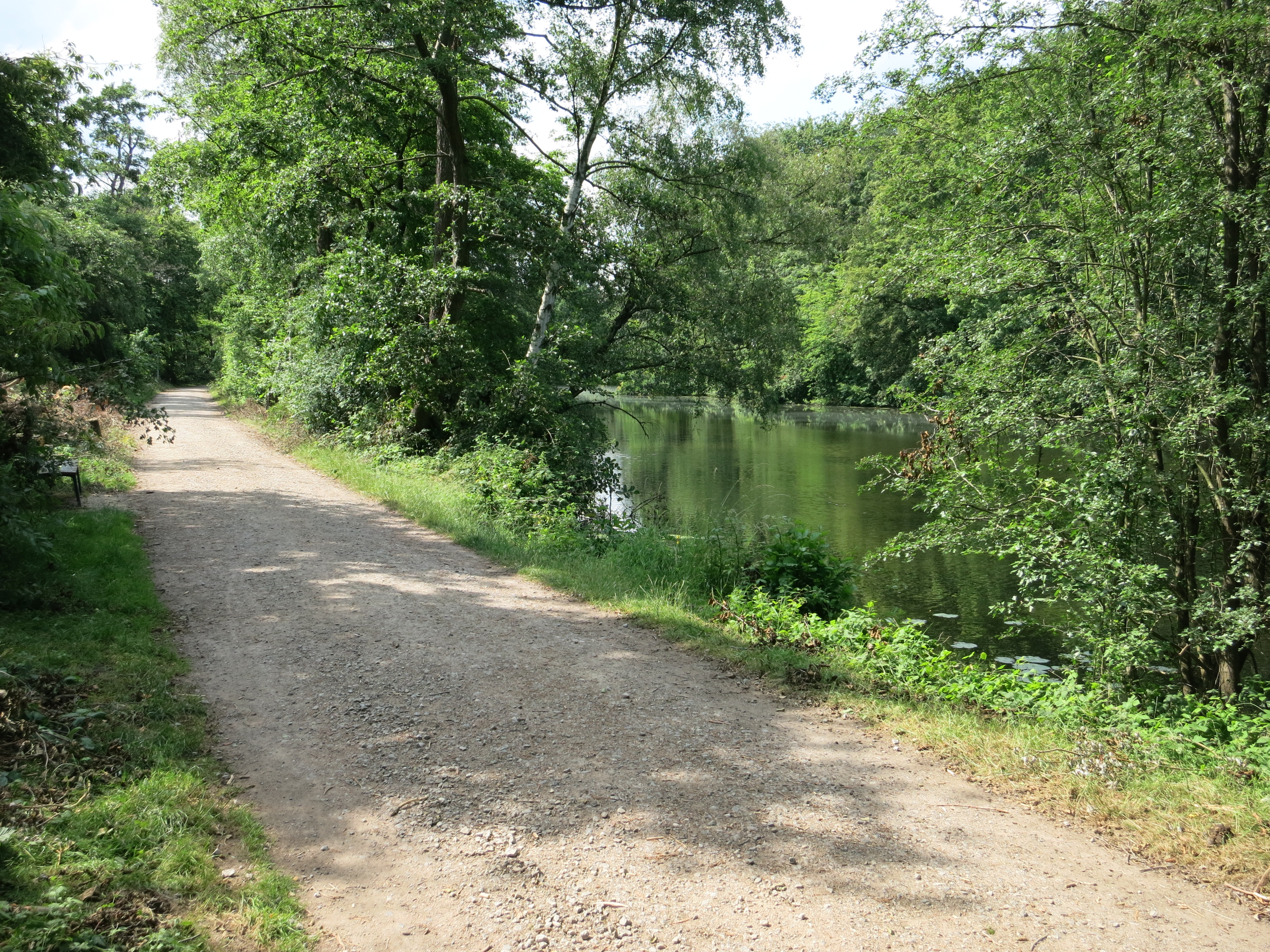
Wanderweg (rechts ein nicht mehr zum NSG gehörender Weiher)
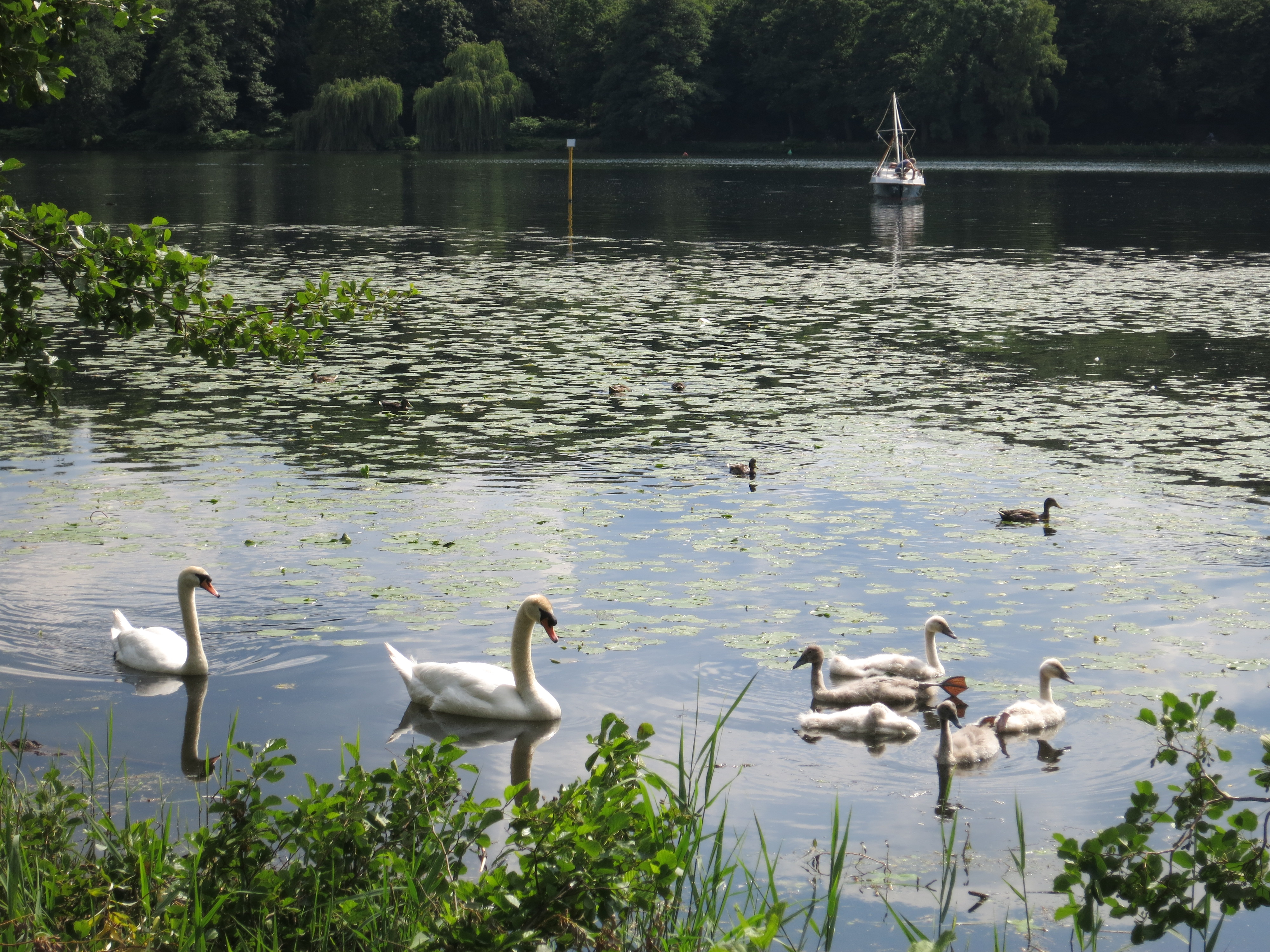
Höckerschwanfamilie in der Schwimmblattzone
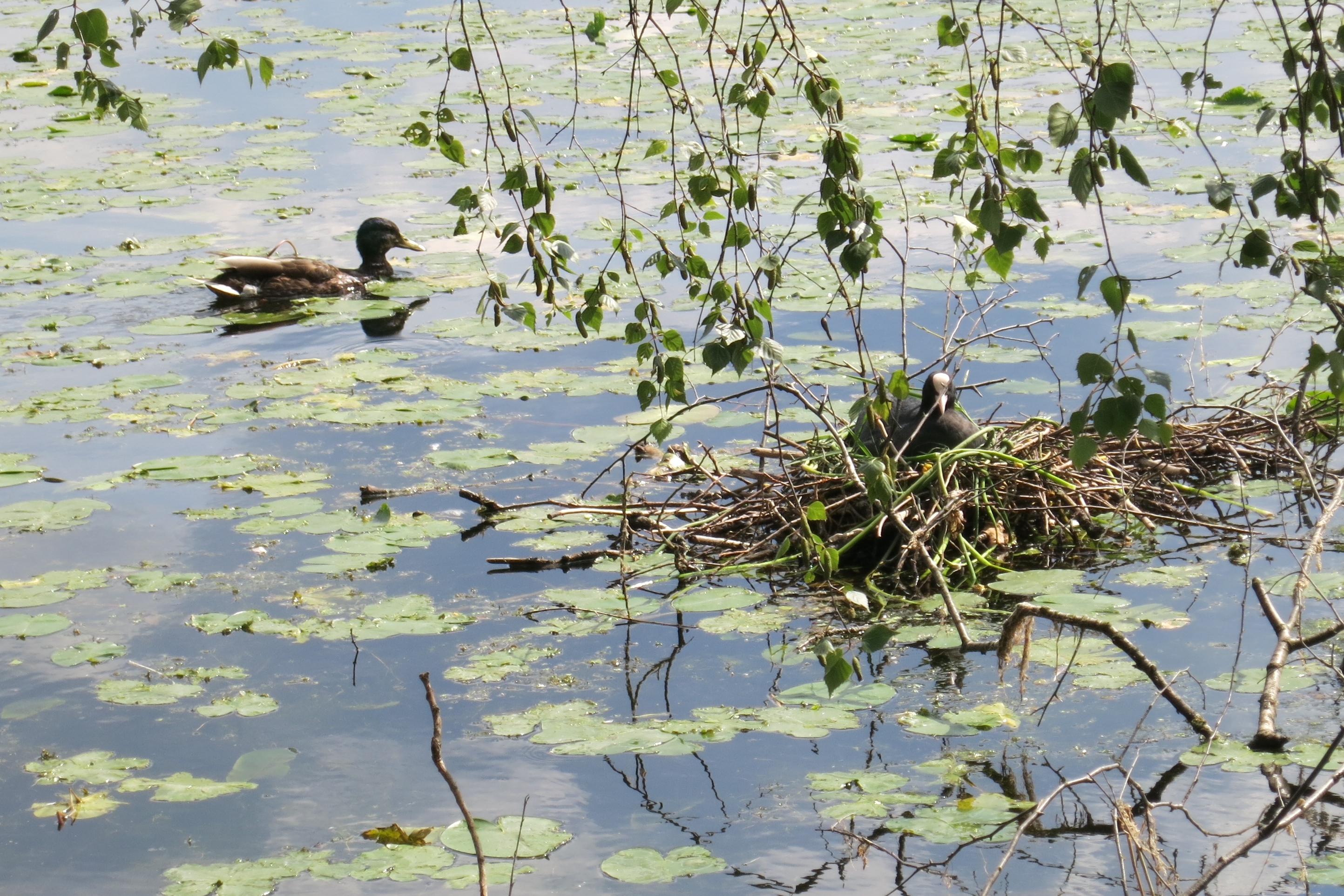
Ente und brütendes Blässhuhn in der Schwimmblattzone

## Schutzwürdige Biotope und Arten
Besonders der Flachwasserbereich mit dem Bruchwald und der Schwimmblattzone wird als wertbestimmend angesehen. Das Gebiet ist Refugialbiotop für viele, teils selten gewordene Vogelarten und hat große Bedeutung als Rastplatz für Zugvögel. Eine Graureiherkolonie von ca. 90 Brutpaaren hat sich hier etabliert, vereinzelt brüten auch Kormorane im Schutzgebiet. Ansonsten sind neben Haubentauchern, Stockenten, Teichrallen und Blässhühnern auch selten gewordene Vogelarten wie Eisvogel, Wasserralle und Zwergtaucher anzutreffen. Auch die im Ruhrtal verbreiteten Neozoen Kanadagans und Nilgans sind hier heimisch geworden.

## Schutzziele
Vorrangige Schutzziele sind der „Erhalt und [die] Entwicklung von Flachwasserbereichen und Erlenbruchwald als Lebensraum für viele Vogelarten“. Den gegebenen Gefährdungen im Zusammenhang mit der Nutzung des Gebietes für Freizeitaktivitäten (Trittschäden, Müllablagerung, freilaufende Hunde) soll durch entsprechende Beschränkungen entgegengewirkt werden.